# 柬埔寨航空 (2017年)
柬埔寨航空是柬埔寨的全服務航空公司，總部設在金邊。区别于菲律宾PAL控股的柬埔寨航空Cambodia Airlines兩者並無關係。
IATA代碼KR。柬埔寨航空总部金边，注册资本2亿美金。
柬埔寨航空于2017年8月获得柬埔寨政府的批筹文件，9月完成商务注册；2018年7月6日正式取得AOC证书并于7月10日完成金边-暹粒往返的首次商业飞行。截止2018年12月初，柬航已顺利开通以金边为中心辐射暹粒、香港、澳门、台湾六条往返航线。

## 歷史

### 2017年
8月，获得柬埔寨政府的批筹文件；
9月，完成商务注册；

### 2018年
5月25日，完成第一架空客A319飞机交付；
6月26日，完成第一次试飞；
7月4日，第二架空客A319飞机到达；
7月6日，完成AOC取证工作；
7月10日，金边-暹粒往返首航；
7月14日，金边-西港往返首航；
7月21日，西港-澳门、暹粒-澳门往返首航（包机）；
7月22日，金边-澳门往返首航；
10月9日，暹粒-台北往返首航（部分包机）；
11月8日，第三架空客A319飞机到达；
11月21日，金边-台中往返首航（部分包机）。

## 標誌
以柬埔寨的標誌性建築吳哥寺為圖標，配以具有柬埔寨色彩的祥雲，寓意柬航是柬埔寨王國的空中使者，致力於將柬埔寨的人文特點，文化特色傳播到世界各地，推動跨國交流，推進區域發展。

## 機隊

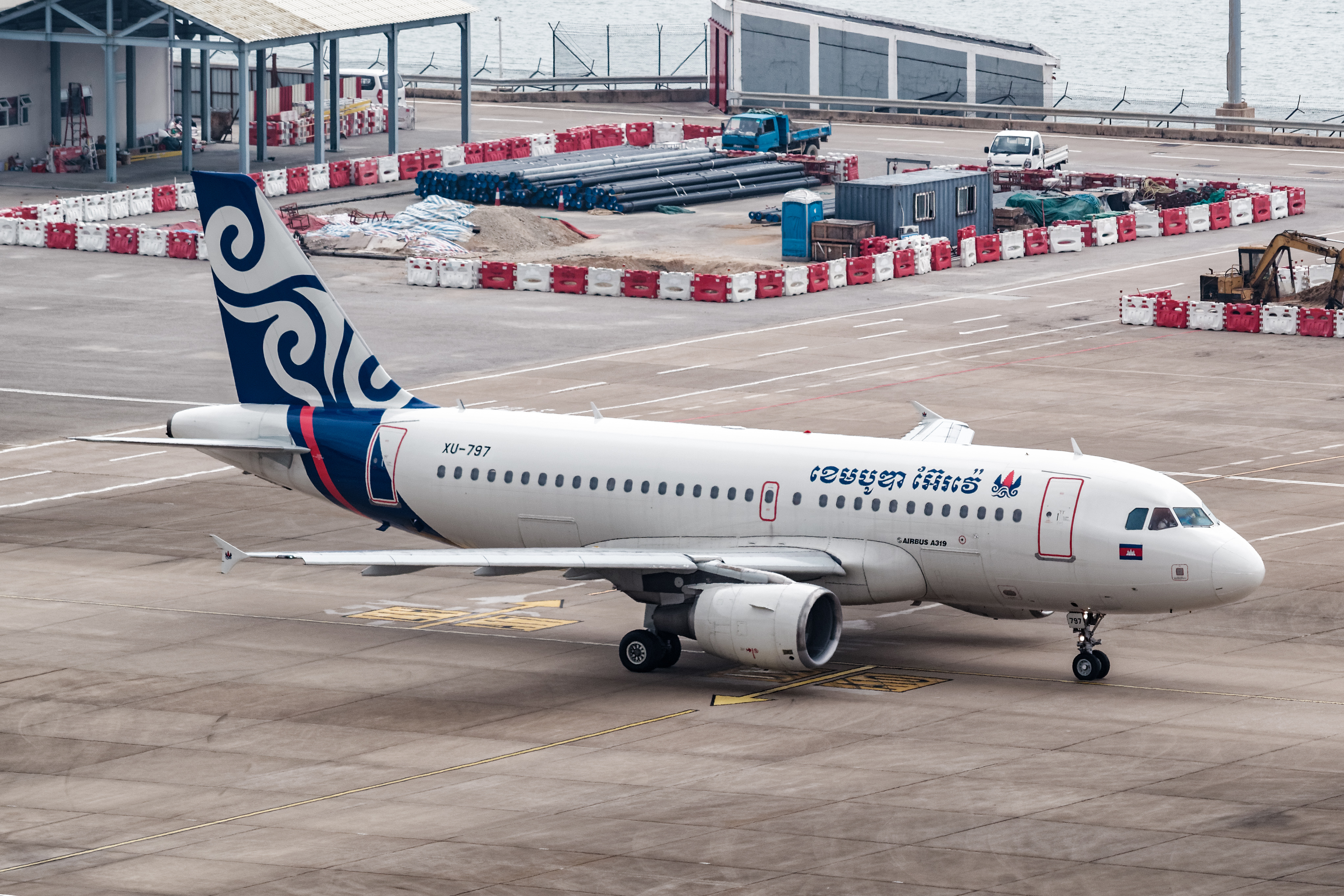
柬埔寨航空A319客機

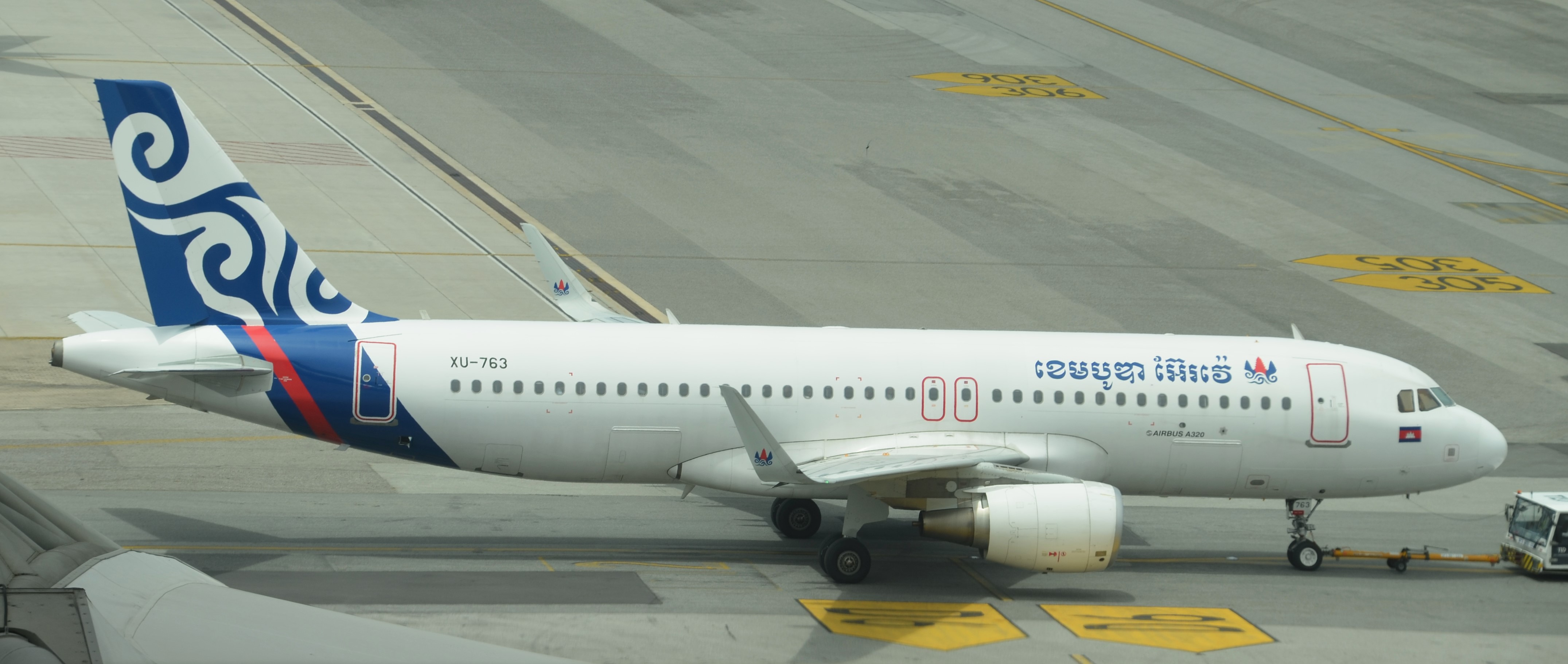
柬埔寨航空A320客機

截至2025年8月，柬埔寨航空共有5架客機，平均機齡10.2年：                                                                                                                                                    